# John Curtin
John Curtin (8. ledna 1885 Creswick – 13. července 1945 Canberra) byl australský politik a předseda vlády, který stál v čele Austrálie po většinu druhé světové války. V letech 1935 až 1945 byl také předsedou Australské strany práce (Australian Labor Party), do které vstoupil již v mládí a také se angažoval ve Victorian Socialist Party. Angažoval se nejen v dělnickém hnutí, ale také v odborech.
Po třech neúspěšných pokusech byl během federálních voleb v roce 1928 zvolen do parlamentu. Během rozkolu v labouristické straně v roce 1931 zůstal loajální původnímu vedení. V témže roce také přišel o své poslanecké křeslo, které opět získal v roce 1934. Následujícího roku vystřídal ve funkci předsedy strany Jamese Scullina, kdy vyhrál o jediný hlas nad Frankem Fordem. V říjnu 1941 pak labouristická strana utvořila menšinovou vládu.
Dva měsíce poté, co se stal předsedou vlády, došlo k útoku na Pearl Harbor a Austrálie po boku Spojených států vstoupila do války proti Japonsku. Krátce poté následovalo bombardování severních oblastí Austrálie. Curtin během války učinil několik významných rozhodnutí. Mimo jiné umístil australské vojenské jednotky pod velení amerického generála Douglase MacArthura, s kterým si vybudoval blízký vztah, a úspěšně také vyjednával o záležitostech odvodů, které během první světové války vedli k rozkolu uvnitř labouristické strany. Ve volbách v roce 1943 dosáhla Australská strana práce historického úspěchu, kdy získala téměř dvě třetiny křesel v parlamentu.
Curtin zemřel během svého funkčního období v červenci 1945, po několikaměsíční nemoci přisuzované každodennímu stresu. Mnoho jeho poválečných rekonstrukčních plánů bylo realizováno jeho nástupcem Benem Chifleyem, který vedl labouristickou stranu k vítězství ve volbách v roce 1946. Curtinovi vůdčí schopnosti a osobní charakter vedli k uznání již od jeho současníků a dnes je často označován za jednoho z největších australských předsedů vlády a vysoce ceněn je zejména mezi labouristy.

## Mládí

### Rodinné zázemí
Curtin se narodil v Creswicku ve Victorii dne 8. ledna 1885 rodičům irského původu. Byl pokřtěn jako “John Joseph Ambrose”, ačkoliv jeho prostřední jména nebyla uvedena v rodném listě a později je sám přestal používat. V rodině se mu říkalo "Jack". Byl nejstarším ze čtyř dětí. Jeho mladší bratr George se narodil v roce 1887, sestra Molly v roce 1889 a sestra Hannah v roce 1891. Jeho otec John Curtin Sr. přijel do Jižní Austrálie v roce 1873 spolu se svými dvěma bratry. Bratři se usadili v Adelaide, on se však přestěhoval do Victorie a našel si práci strážného ve věznici Pentridge. Později vstoupil do řad policie Victorie (Victoria Police), kde sloužil dalších 13 let, ale nikdy nedosáhl výš než na konstábla; byl pokárán za nemravné chování a použití nepřiměřené síly proti dětem. V roce 1883 se oženil s Catherine Agnes Bourkovou, která přišla do Melbourne v roce 1875 a byla sestrou jednoho z jeho policejních kolegů.

### Dětství a vzdělání

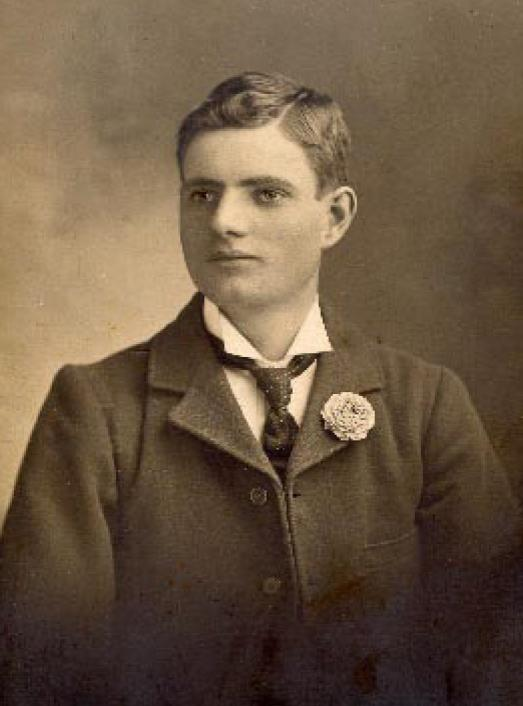
John Curtin v roce 1908.

Od narození Curtin trpěl vrozeným šilháním levého oka, které zůstávalo patrné po celý jeho život. Přestože se jednalo spíše o kosmetickou záležitost, on sám se kvůli tomu cítil celkem rozpačitě. Podle jeho biografa Davida Daye to na něj mělo "znatelný psychologický dopad" a zhoršovalo to jeho přirozenou stydlivost. Curtin žil v Creswicku do roku 1890, do doby kdy jeho otec opustil řady policie z důvodu zdravotní nezpůsobilosti, neboť v té době již trpěl revmatoidní artritidou a syfilisem. Následně se i s rodinou přestěhoval do Melbourne, kde si pronajal hospodu na Little Lonsdale Street. V té době rodina bydlela v pronajatém domu v Brunswicku.
Curtin začal navštěvovat chlapeckou školu St Francis' Boys School, později na krátkou dobu na školu Svaté Bridgety (St Bridget's School) ve Fitzroy. Také chodil na základní školu v Macedonu (Macedon Primary School). Jeho otci se v Melbourne nedařilo, neboť se snažil podnikat během ekonomického úpadku. V roce 1894 se i s rodinou přestěhoval do Charltonu, do městečka v severozápadní Victorii. V Charlotonu si otec pronajal hospodu od svého švagra Johna Bourka. Curtin byl zapsán do místní státní školy, neboť katolická škola zde v té době ještě nebyla. Výborně prospíval a měl potenciál získat dokonce stipendium. Nicméně on i jeho rodina opustili Charlton v roce 1896. Finančně strádající strávili následující dva roky stěhováním z místa na místo po Victorii. Jeho otec postupně provozoval hospody v Dromaně, Drouinu a Mount Macedonu. John vždy navštěvoval místní státní školy a formálně ukončil své vzdělání v roce 1898 ve věku 13 let.

### Počátky profesní kariéry
Na počátku roku 1899 začal pracovat jako pomocník v kanceláři týdeníku The Rambler, kdy týdně vydělával 5 šilinků. Jeho zaměstnavatelem byl umělec a spisovatel Norman Lindsay, který také vyrostl v Creswicku a znal se s jeho rodinou. Tento časopis neměl dlouhého trvání a v následujících letech Curtin vystřídal několik krátkodobých prací. V té době se střídala období kdy měl dočasnou práci s obdobími, kdy byl nezaměstnaný. Až do svých 18 let nezískal stabilní zaměstnání. V září 1903 získal místo úředníka v Titan Manufacturing Company v Jižním Melbourne. V té době byl hlavním živitelem své rodiny.
Jako mladík byl také talentovaným sportovcem. Mezi lety 1903 a 1907 nastupoval v poloprofesionální lize Victorian Football Association za tým Brunswick Footbal Club. V té době od svých spoluhráčů získal přezdívku "Bumble". Kromě toho také hrál kriket za Brunswick Cricet Club, kde získal reputaci solidního pálkaře. Také se říkalo, že měl encyklopedické znalosti statistik kriketu.

## Začátky v dělnickém hnutí
Od mládí se angažoval jak v Australské straně práce tak ve Victorian Socialist Party, která byla marxistickou organizací. Psal články pro radikální a socialistické noviny. Od roku 1911 do roku 1915 pracoval jako státní tajemník dřevorubeckých odborů (Timberworkers' Union). V roce 1914 byl zvolen federálním prezidentem této organizace. Během první světové války plamenně vystupoval proti odvodům a dokonce byl krátce uvězněn za odmítnutí povinné zdravotní prohlídky. Tu odmítl i přesto, že věděl, že by kvůli svému slabému zraku nebyl uznán schopným služby. V roce 1914 také kandidoval za labouristickou stranu v Balaclavě. Napětí těchto dnů ho přivedlo k pravidelnému pití alkoholu, což po mnoho let ohrožovalo jeho kariéru. V roce 1917 si vzal za ženu Elsie Needhamovou, sestru labouristického senátora Teda Needhama.
V roce 1917 se přestěhoval do Perthu v Západní Austrálii a stal se editorem Westralian Worker, oficiálních odborových novin. Usadil se na předměstí Cottesloe, kde je jeho dům nyní na seznamu památek. Užíval si klidnějšího života v Západní Austrálii a jeho politické názory se výrazně umírnily. V roce 1917 vstoupil do Australské novinářské asociace, tedy australského novinářského odborového svazu, a v roce 1920 byl zvolen jejím prezidentem. V návaznosti na své názory na pracovní právo, Curtin také silně podporoval práva žen a dětí.

## Počátky politické kariéry

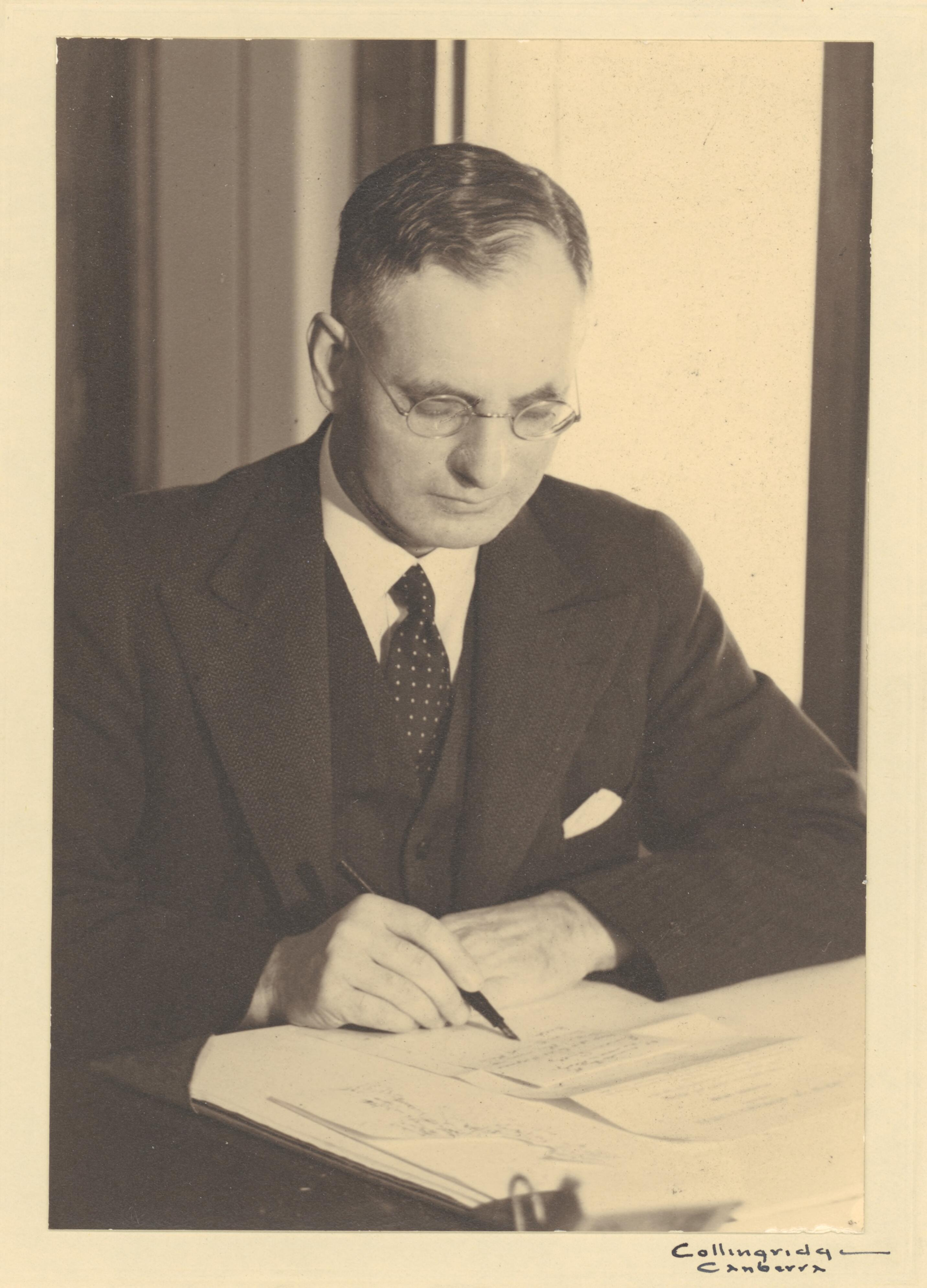
John Curtin jako lídr opozice, 1938.

Podruhé se o poslanecké křeslo za Fremantle ucházel ve volbách v roce 1925 a opět utrpěl drtivou porážku od svého soka Williama Watsona. Ten v roce 1928 odešel do penze. Curtin tedy znovu kandidoval, a tentokrát se mu křeslo v parlamentu podařilo získat. Poté, co následujícího roku labouristé vyhráli volby, očekával své jmenování do vlády Jamese Scullina. K tomu však kvůli jeho alkoholismu nedošlo a on zůstal mimo hlavní hru. William Watson se rozhodl nakrátko vrátit do politiky a Curtina v roce 1931 snadno porazil. Stejně neúspěšně dopadly toho roku volby pro celou labouristickou stranu, která získala pouze 14 křesel. Po prohře ve volbách pracoval pro západoaustralskou vládu. Poté, co Watson opětovně odešel do důchodu, získal poslanecké křeslo opět Curtin.

## Lídr opozice (1935-1941)
Po rezignaci Scullina z postu předsedy labouristické strany, se Curtin rozhodl kandidovat na uvolněné místo, i když se jeho vítězství neočekávalo. Jeho protivníkem byl dosavadní místopředseda strany Frank Forde, který byl místopředsedou od roku 1931. Forde byl úzce spojen s ekonomickou politikou Scullinovi vlády. To přimělo levou frakci a odboráře k podpoře Curtina, aby Fordemu zabránili získat post předsedy. S jejich podporou tedy Curtin o jediný hlas vyhrál a stal se tak předsedou labouristické strany a lídrem opozice. Skupina, která Curtina ve volbě podpořila tak učinila oproti jeho slibu, že přestane pít, což také dodržel. I přes malý progres ve volbách v roce 1937, obhájil v roce 1939 svou předsednickou pozici.
Po napadení Polska nacistickým Německem v září 1939 vypukla druhá světová válka. V souladu s královým vyhlášením války, vyhlásil válku Německu i předseda vlády Robert Menzies. V roce 1941 pak Menzies odcestoval do Spojeného království prodiskutovat roli Austrálie ve válečné strategii a přednést znepokojení ohledně spolehlivosti obrany Singapuru. V době, kdy byl v zahraničí, ztratil Menzies podporu své vlastní strany, která předsedu vlády přiměla k rezignaci. Na jeho místo koalice zvolila Arthura Faddena, předsedu Country Party, i přesto, že United Australia Party byla jejich dlouhodobějším partnerem.

## Předseda vlády (1941-1945)

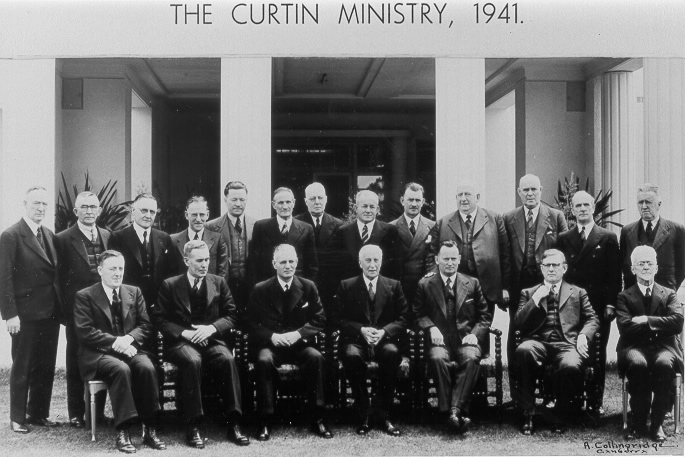
Curtinova vláda v roce 1941. J. Curtin sedící třetí zleva.

Curtin odmítl počáteční nabídku Menziese k vytvoření válečné "národní vlády", částečně proto, že se bál rozkolu v labouristické straně, ačkoliv souhlasil se vstupem do Poradní válečné rady (Advisory War Council). V říjnu 1941 Arthur Coles a Alexander Wilson, dva nezávislí poslanci parlamentu, kteří udržovali koalici od roku 1940 (nejdříve pod Menziesem, poté pod Faddenem), spojili síly s labouristy a potopili Faddenův rozpočet, což znamenalo konec jeho vlády. Generální guvernér Lord Gowrie se zdráhal vyhlásit nové volby necelý rok po předchozích, zejména s ohledem na mezinárodní situaci. Pozval si proto k sobě Colese a Wilsona a vyžádal si od nich příslib podpory vlády, v jejímž čele by stanul Curtin. Oba souhlasili a Curtin byl 7. října 1941 jmenován předsedou vlády Austrálie ve věku 56 let.

### Válka v Pacifiku
7. prosince 1941 propukla válka v Pacifiku, poté, co japonské síly napadly Pearl Harbor. Curtin oslovil národ v rádiovém vysílání slovy:
Muži a ženy Austrálie... jsme ve válce s Japonskem. Toto je nejtěžší hodina v naší historii. My Australané máme nehynoucí tradice. Měli bychom jim dostát. Měli bychom si je uhájit. Měli bychom tuto zemi podržet a uchovat ji jako citadelu pro britsky-hovořící rasu a jako místo, kde civilizace přežije.
Dne 10. prosince 1941 došlo u malajského pobřeží k potopení dvou posledních velkých spojeneckých válečných lodí, HMS Prince of Wales a HMS Repulse. Tyto lodě byly poslední, které stály Japonsku v cestě k Austrálii. Curtin se 23. prosince 1941 spojil s prezidentem Rooseveltem a předsedou vlády Churchillem:
Pád Singapuru bude znamenat izolaci Filipín, pád Nizozemské východní Indie a přinese další pokusy o zničení všech dalších základen. Je ve vašich silách se této situaci postavit... s radostí uvítáme v oblasti Pacifiku velitele ze Spojených států. Prosím vezměte toto na vědomí jako neodkladnou záležitost.

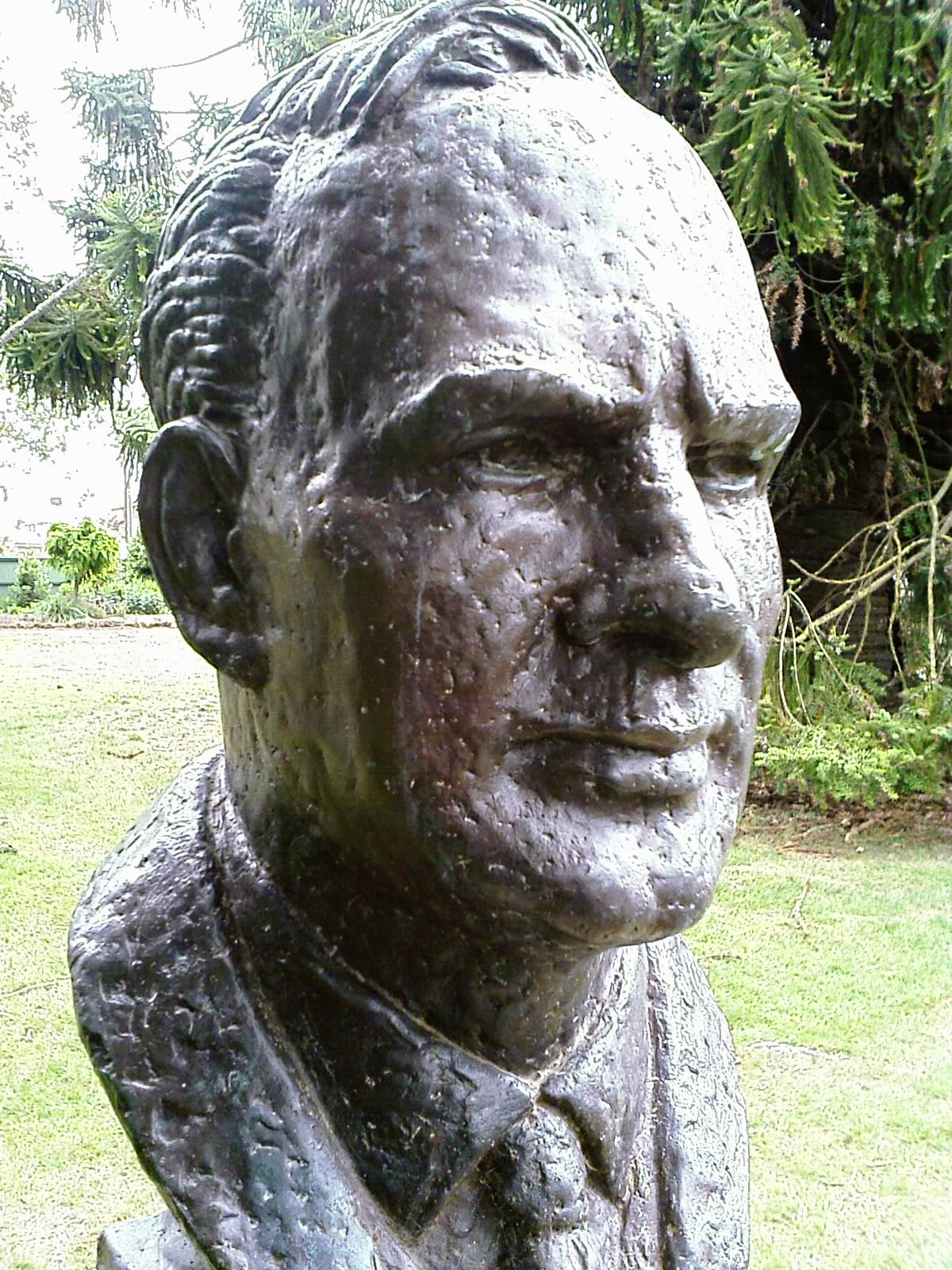
Busta předsedy vlády Johna Curtina od sochaře Wallace Andersona v botanické zahradě v Ballaratu.

Curtin učinil kritická rozhodnutí o přimknutí Austrálie ke Spojeným státům. Dne 26. prosince 1941 přednesl svou novoroční řeč, která se svou důležitostí zapsala do historie a byla bodem obratu ve vztahu Austrálie ke Spojenému království. Mnozí to vnímali tak, že předseda vlády opustil tradiční vazby s britskými ostrovy bez solidních partnerských vztahů se Spojenými státy. Také z vysokých politických kruhů Austrálie, Británie a Spojených států se ozývali hlasy kritiky, projev rozzlobil také Churchilla i Roosevelta, který projev označil za "plácání z paniky". Nicméně projev upozornil na nebezpečí japonské invaze na australskou půdu. Po pominutí bezprostřední hrozby této invaze, se Curtin opětovně více a více vracel k závazkům k Britskému impériu. Viděl Spojené státy jako predátorskou ekonomiku a jejich vojenskou sílu jako hrozbu australských ambicích v Pacifiku. Austrálie se také blíže přimkla k Novému Zélandu s cílem zmenšit vliv Spojených států v oblasti. To se setkalo s rozhořčením ve Washingtonu.
Ve stejné době Curtinova vláda přijala zákon Statute of Westminster Adoption Act 1942, kdy Austrálie přijala status dominia, který ji Velká Británie přidělila již v roce 1930, avšak australská federální vláda jej do té doby neschválila. Zákon byl přijat se zpětnou platností od 3. září 1939. A právě přijetí tohoto zákona byl moment, kdy se Austrálie stala nezávislým národem s oddělenou korunou, a již nadále nespadala pod svrchovanost britského práva a britské koruny.
Curtin si vytvořil blízký pracovní vztah se spojeneckým vrchním velitelem jihozápadní části Pacifiku generálem Douglasem MacArthurem. Curtin si uvědomil, že Austrálie bude ignorována do té doby, než za ni bude někdo významný lobbovat ve Washingtonu D.C. a chtěl, aby tímto člověkem byl právě MacArthur. Předal mu velení nad australskými silami a australským velitelům bylo přikázáno, aby jeho rozkazy byly přijímány se stejnou váhou, jako by přicházely přímo od australské vlády.

### Válečná politika

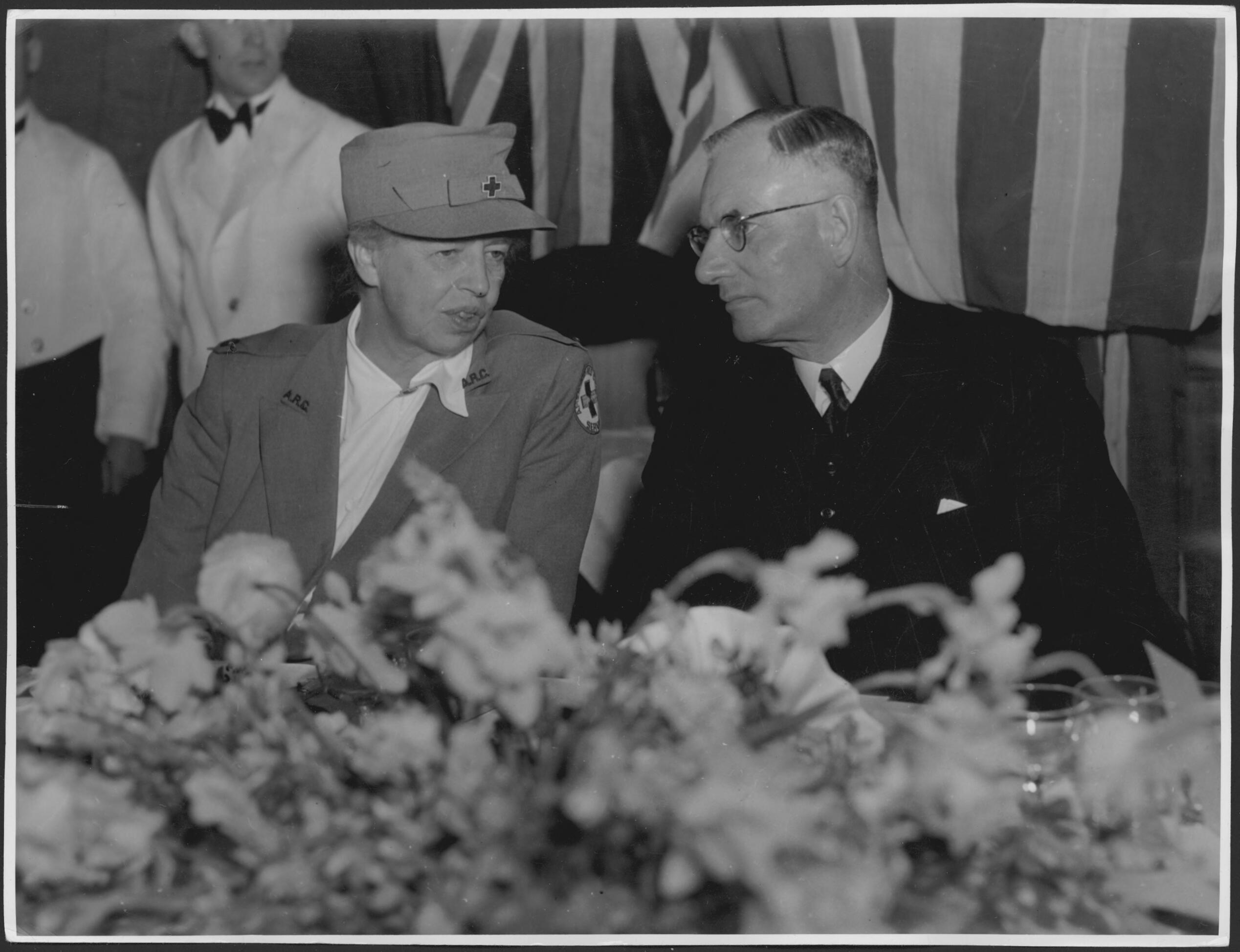
Canberra, John Curtin s Eleanor Rooseveltovou v září 1943.

Curtinova vláda souhlasila s převelením australského armádního I. sboru (skládajícího se především ze 6. a 7. pěší divize) ze severní Afriky pod Americko-britsko-nizozemsko-australské velení (ABDACOM) do Nizozemské východní Indie. 15. února 1942 však padl Singapore do japonských rukou. Tato porážka byla považována za nejhorší australskou vojenskou katastrofu od neúspěchu u Gallipoli. Celá 8. divize, celkem asi 15384 mužů, skončila v zajetí, i když generálmajoru Bennetovi se podařilo uniknout. Churchill se tedy pokusil bez souhlasu Austrálie přesměrovat I. sbor do Burmy, aby zde posílil britské jednotky. Curtin však trval na jeho návratu do Austrálie, ačkoliv souhlasil, že jeho značná část, 6. divize, může zůstat na základně na Srí Lance. Japonská hrozba byla ještě podtržena bombardováním Darwinu 19. února 1942, kdy šlo o první bombardování severu Austrálie.
V polovině roku 1942 úspěchy v bitvách v Korálovém moři, v bitvě o Milne Bay a Kokoda Track odvrátily nebezpečí japonské invaze. Ve stejné době Curtin rozšířil znění Obranného zákona (Defence Act), tak že odvedení rezervisté mohli být nasazeni mimo území Austrálie "na územích jihozápadní oblasti Pacifiku, které generální guvernér prohlásil jako teritoria spojená s obranou Austrálie". Toto se setkalo s odporem většiny Curtinových starých podporovatelů z levé frakce labouristické strany, které vedl Arthur Calwell. Curtin sám již během první světové války i později v roce 1939 po vzniku Menziesovi vlády, nesouhlasil s odvody. Ze svého postoje však pod tlakem potřeb druhé světové války ustoupil.
Nejen stres z válečných událostí, ale zejména hořký vnitřní boj uvnitř labouristické strany, měly velmi negativní dopad na jeho zdraví, které nikdy nebylo příliš dobré. Celý život trpěl nemocemi pramenícími ze stresu a depresí, a byl také silným kuřákem.

### Domácí politika
Curtin jako předseda vlády velmi často využíval novin a rádi, především prostřednictvím tiskových konferencí, projevů a filmového zpravodajství. Podařilo se mu tak působit na obyčejné Australany, aby se cítili být přímými účastníky války.
Curtinova vláda během svého funkčního období přijala širokou řadu pokrokových sociálních reforem. Opuštěným ženám a vdovám byla přiznána penze a vytvoření Ženského zaměstnaneckého výboru (Women's Employment Board) znamenalo pro některé ženy zvýšení platu. Také vzrostly starobní a invalidní důchody a byla sjednána reciproční dohoda s Novým Zélandem týkající se právě starobních a invalidních důchodů.

### Volby 1943
Curtin šel do voleb v roce 1943 ve velmi silné pozici, neboť koaliční strany skomíraly a Fadden ani Hughes mu nebyli schopní konkurovat. A labouristická strana tehdy dosáhla největšího vítězství v historii, kdy získala dvě třetiny křesel v parlamentu. Po tomto úspěchu svolal Curtin referendum, které mělo dát vládě kontrolu nad ekonomikou a zdroji na příštích pět poválečných let. Referendum z roku 1944 mělo jedinou otázku: "Souhlasíte s návrhem na vytvoření alternativy konstituce nazvané "konstituční alternativa (poválečná rekonstrukce a demokratická práva) 1944"?" Konstituční alternativa (poválečná rekonstrukce a demokratická práva) 1944 byla známá také jako 14 sil nebo 14 bodů referenda. Referendum bylo ale občany zamítnuto, kdy se proti návrhu vyslovilo přibližně 54 procent voličů.

## Smrt

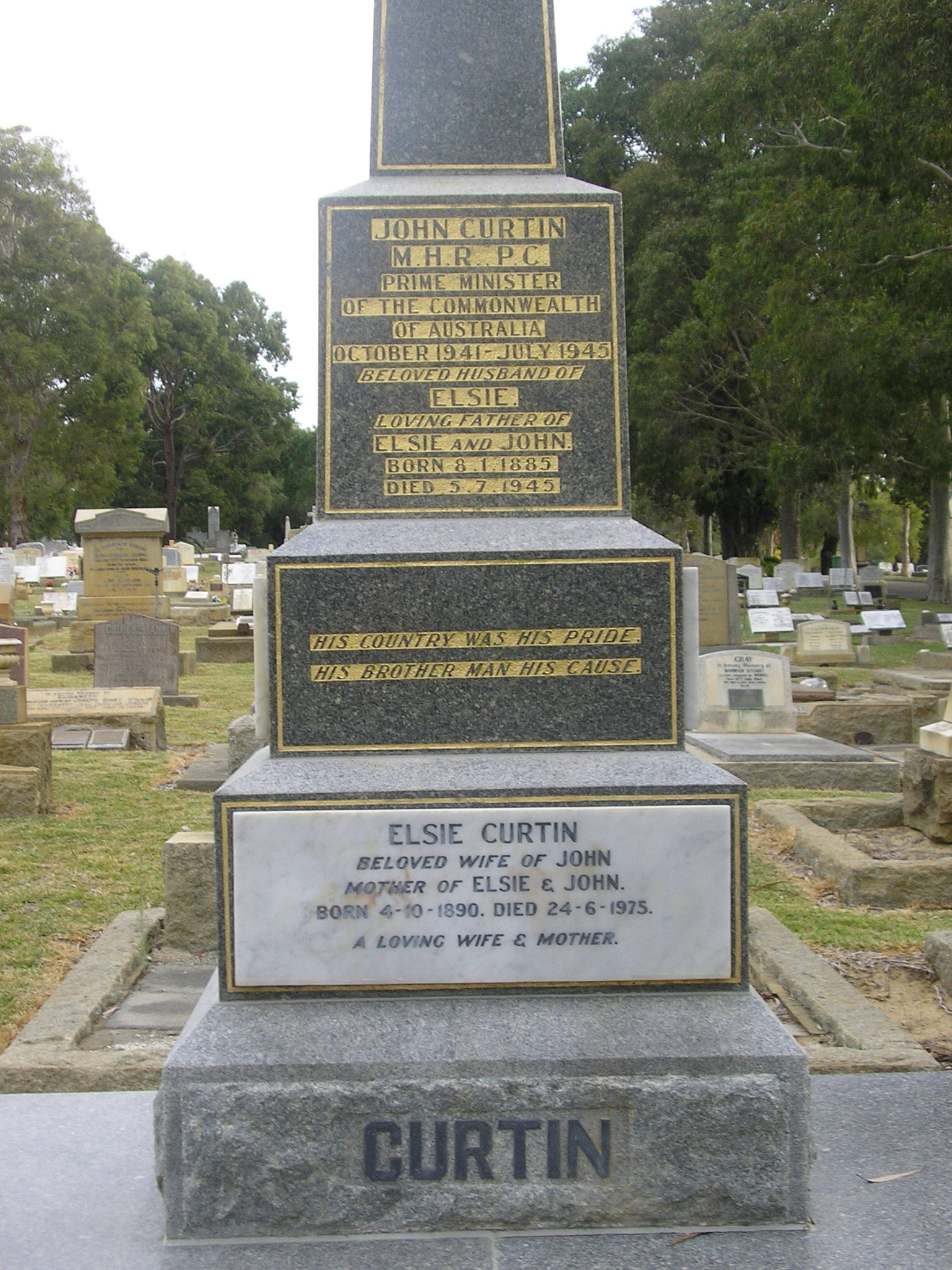
Hrob J. Curtina na hřbitově Karrakatta Cemetery v Perthu.

Rok 1944 byl charakterizován opakovanými cestami mezi Londýnem a Washingtonem a schůzkami s předními představiteli spojenců, v čele s Churchillem a Rooseveltem. Již tehdy Curtin onemocněl srdeční chorobou. Na počátku roku 1945 se jeho zdraví velmi rychle zhoršovalo.
5. července 1945 zemřel v The Lodge ve věku 60 let. Stal se tak druhým australským předsedou vlády, který za posledních šesti let zemřel během svého funkčního období. K umírajícímu byl přivolán katolický kněz, ale Curtin jej odmítl, neboť za celý svůj dospělý život nevstoupil do katolického kostela, a to ani při příležitosti svatby jeho přátel. Jeho tělo bylo přepraveno do Perthu na palubě Dakoty, která byla doprovázena dalšími devíti letadly. V Perthu byla jeho rakev vystavena a následoval pohřeb, kterého se na hřbitově Karrakatta Cemetery zúčastnilo na 30000 lidí a další lemovali ulice města. MacArthur o něm prohlásil, že "ochrana Austrálie před invazí se stala jeho nesmrtelnou památkou".

Po jeho smrti se úřadu nejdříve ujal místopředseda vlády Frank Forde, který byl po osmi dnech na základě stranických voleb vystřídán Benem Chifleyem, který se stal jak předsedou strany tak vlády.

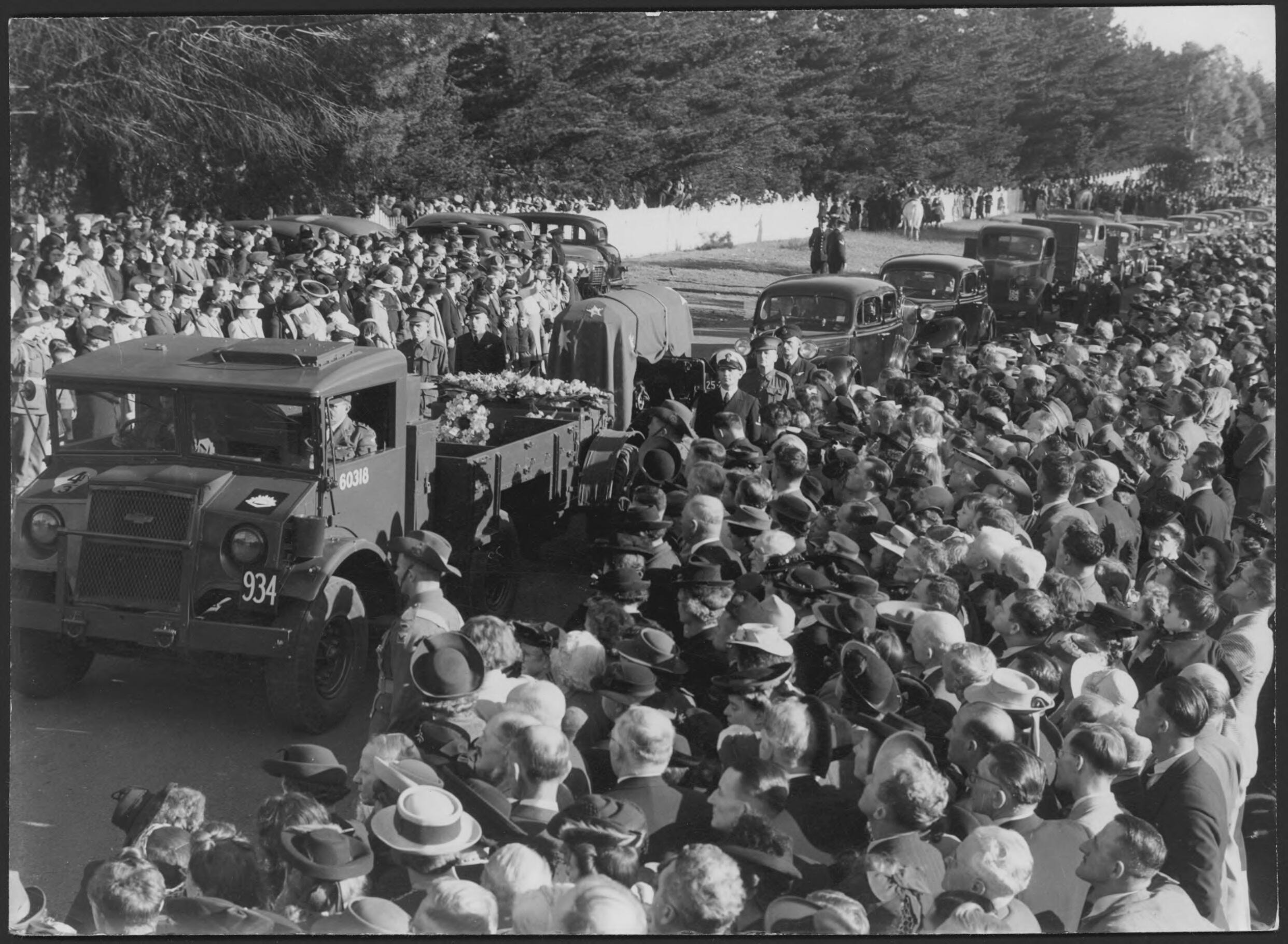
Pohřební procesí J. Curtina v ulicích Perthu.
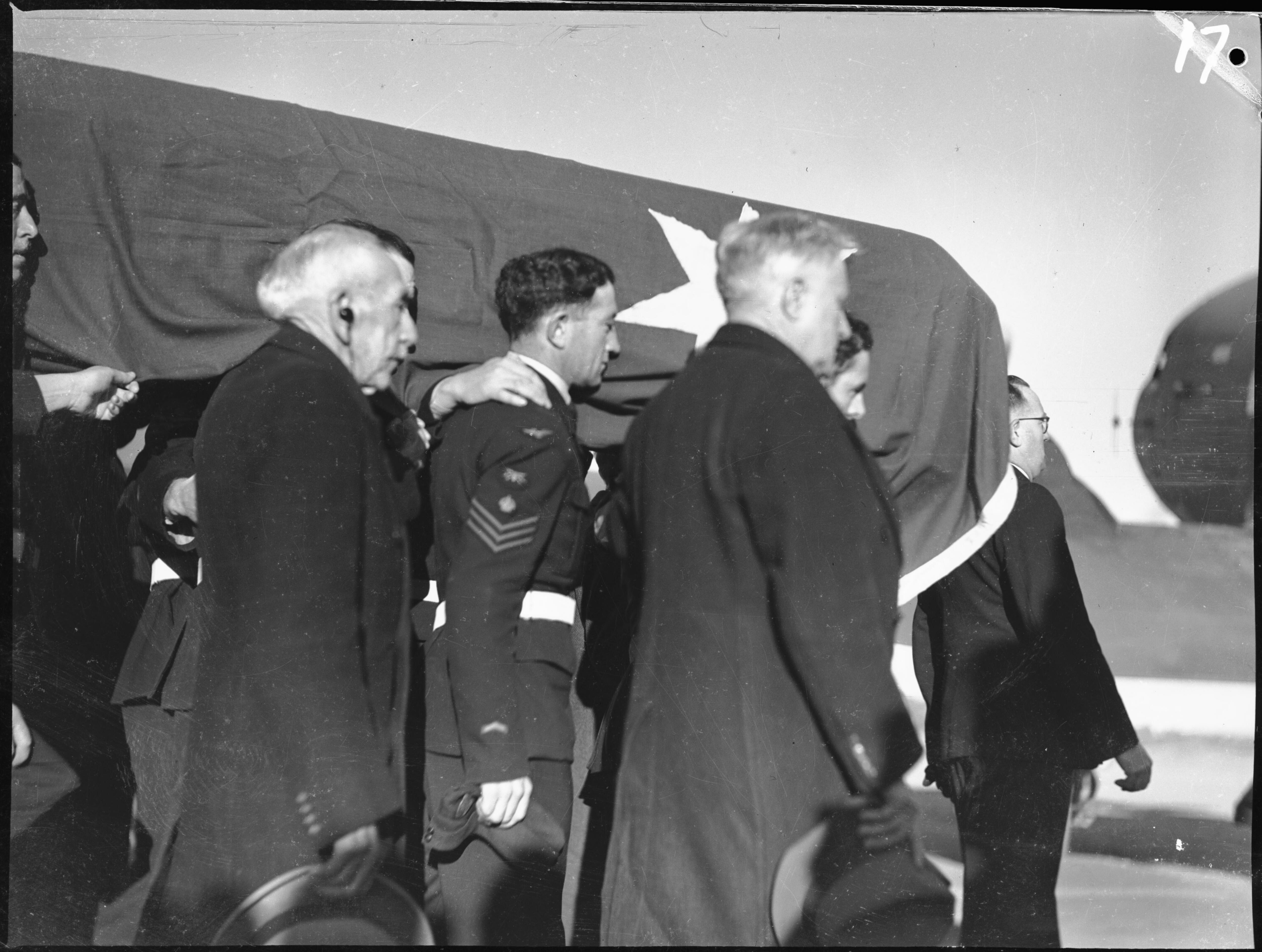
Curtinova rakev nesena do letadla na letišti v Canbeře.
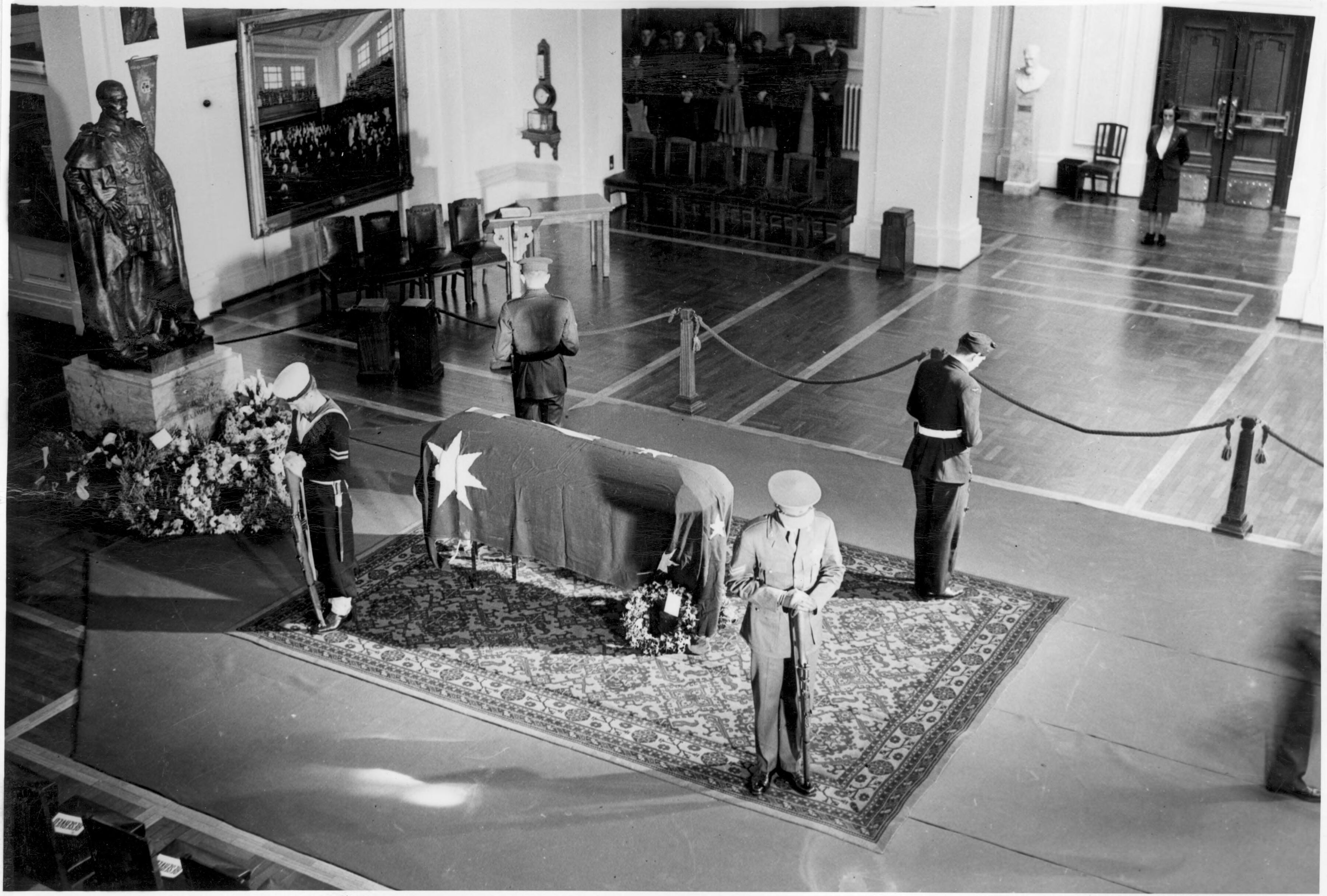
Curtinova rakev vystavena v budově parlamentu v Canbeře.

## Další informace
Po Johnu Curtinovi je nazýváno místo Curtin Springs v Severním teritoriu v Austrálii.